# جيمس روبنسون (لاعب كرة قدم)
جيمس روبنسون (بالإنجليزية: James Robinson)‏ (8 يناير 1898 ببلفاست في المملكة المتحدة - ) هو لاعب كرة قدم أيرلندي شمالي في مركز جناح ‏. لعب مع مانشستر يونايتد ونادي ترانمير روفرز لكرة القدم.